# Phrixothrix pickeli
Phrixothrix pickeli is een keversoort uit de familie Phengodidae. De wetenschappelijke naam van de soort is voor het eerst geldig gepubliceerd in 1933 door Pic.